# العلاقات النيجرية السيشلية
العلاقات النيجرية السيشلية هي العلاقات الثنائية التي تجمع بين النيجر وسيشل.

## مقارنة بين البلدين
هذه مقارنة عامة ومرجعية للدولتين:
| وجه المقارنة                                              | النيجر          | سيشل                                                |
| --------------------------------------------------------- | --------------- | --------------------------------------------------- |
| المساحة (كم2)                                             | 1.27 مليون      | 459                                                 |
| عدد السكان (نسمة)                                         | 21.48 مليون     | 95.84 ألف                                           |
| الكثافة السكانية (ن./كم²)                                 | 16.91           | 20.88 ألف                                           |
| العاصمة                                                   | نيامي           | فيكتوريا                                            |
| اللغة الرسمية                                             | لغة فرنسية      | لغة فرنسية، لغة إنجليزية، اللغة الكريولية السيشيلية |
| العملة                                                    | فرنك غرب أفريقي | روبية سيشلية                                        |
| الناتج المحلي الإجمالي (بليون دولار)                      | 8.12 مليار      | 1.49 مليار                                          |
| الناتج المحلي الإجمالي (تعادل القوة الشرائية) بليون دولار | 19.01 مليار     | 2.54 مليار                                          |
| الناتج المحلي الإجمالي الاسمي للفرد دولار أمريكي          | 358             | 15.48 ألف                                           |
| الناتج المحلي الإجمالي للفرد دولار أمريكي                 | 938             | 26.42 ألف                                           |
| مؤشر التنمية البشرية                                      | 0.348           | 0.772                                               |
| رمز المكالمات الدولي                                      | +227            | +248                                                |
| رمز الإنترنت                                              | .ne             | .sc                                                 |
| المنطقة الزمنية                                           | ت ع م+01:00     | ت ع م+04:00                                         |

## منظمات دولية مشتركة
يشترك البلدان في عضوية مجموعة من المنظمات الدولية، منها:
| علم المنظمة | اسم المنظمة                                 | تاريخ انضمام النيجر | تاريخ انضمام سيشل |
| ----------- | ------------------------------------------- | ------------------- | ----------------- |
|             | يونسكو                                      | 10 نوفمبر 1960      | 18 أكتوبر 1976    |
|             | وكالة ضمان الاستثمار متعدد الأطراف          | 10 مايو 2012        | 15 سبتمبر 1992    |
|             | الأمم المتحدة                               | 20 سبتمبر 1960      | 21 سبتمبر 1976    |
|             | مجموعة دول أفريقيا والكاريبي والمحيط الهادئ | ?                   | ?                 |
|             | الفريق المعني برصد الأرض                    | ?                   | ?                 |
|             | الاتحاد البريدي العالمي                     | ?                   | ?                 |
|             | البنك الدولي للإنشاء والتعمير               | 24 أبريل 1963       | 29 سبتمبر 1980    |
|             | الاتحاد الدولي للاتصالات                    | 14 نوفمبر 1960      | 17 سبتمبر 1999    |
|             | منظمة حظر الأسلحة الكيميائية                | ?                   | 29 أبريل 1997     |
|             | مؤسسة التمويل الدولية                       | 7 يناير 1980        | 11 يونيو 1981     |
|             | المركز الدولي لتسوية المنازعات الاستشارية   | 14 ديسمبر 1966      | 19 أبريل 1978     |
|             | منظمة الشرطة الجنائية الدولية               | ?                   | 1 سبتمبر 1977     |
|             | الاتحاد الأفريقي                            | ?                   | ?                 |
|             | البنك الإفريقي للتنمية                      | ?                   | ?                 |

## وصلات خارجية
- موقع وزارة الخارجية السيشلية